# Creosphaeria
Creosphaeria es un género de hongos en la familia Xylariaceae.